# Dentons
Dentons ist nach der Zahl der Anwälte die weltweit größte international tätige Wirtschaftskanzlei. Mit mehr als 5.900 Berufsträgern ist sie an über 160 Standorten in über 80 Ländern vertreten und berät in allen Fragen des Wirtschaftsrechts.
In Europa ist Dentons in 17 Ländern mit insgesamt 28 Standorten vertreten; in Deutschland in Berlin, Frankfurt, München und in Düsseldorf. Daneben verfügt die Kanzlei über Büros in Afrika, Asien, Australien sowie Nord-, Mittel- und Südamerika.
Dentons ist als Schweizer Verein organisiert und eine polyzentrische Kanzlei, die weder aus einer einzelnen Firmenzentrale heraus geleitet noch von einer vorherrschenden nationalen Kultur geprägt sein soll.

## Geschichte
Dentons formierte sich 2013 durch den Zusammenschluss der europäischen Sozietät Salans, der angloamerikanischen Einheit SNR Denton sowie der kanadischen Kanzlei Fraser Milner Casgrain. Unter dem Namen Dentons kamen verschiedene Kanzleikulturen gleichberechtigt zusammen, weshalb sich Dentons in seiner Struktur als „polyzentrisch“ versteht. Die heutige europäische Einheit fußt auf dem Erbe der 1978 in Paris gegründeten Kanzlei Salans, die insbesondere in Mittel- und Osteuropa stark vertreten war. SNR Denton war 2010 durch die Fusion der US-Kanzlei Sonnenschein Nath & Rosenthal mit der britischen Sozietät Denton Wilde Sapte entstanden.
Im Jahr 2015 schloss sich Dentons die chinesische Kanzlei 大成 (Dacheng) und die US-amerikanische Wirtschaftskanzlei McKenna Long & Aldridge an.
In Europa eröffnete die Kanzlei seit 2015 neue Büros in Amsterdam, Luxemburg, Edinburgh, Glasgow, Aberdeen und Watford, in Mailand und Rom, München und Düsseldorf sowie in Tiflis. Die Ausweitung der Präsenz in die Niederlande kam 2017 durch die Fusion mit Boekel (heute Dentons Boekel) zustande, im selben Jahr eröffnete Dentons durch die Fusion mit Maclay Murray & Spens in Schottland.
Auf globaler Ebene expandierte die Kanzlei 2016 durch den Zusammenschluss mit Rodyk, der ältesten Full-Service-Wirtschaftskanzlei Singapurs, im Asien-Pazifikraum. Im selben Jahr eröffnete Dentons durch die Fusion mit der Kanzlei Gadens in Australien. Seither gab es weitere Zusammenschlüsse und Eröffnungen in Mittel- und Südamerika mit Standorten in Brasilien, Chile, Costa Rica, Guatemala, Kolumbien, Panama, Peru und Venezuela sowie in Afrika, Indonesien und Malaysia und der Karibik.
Im Mai 2023 vollzog die Kanzlei den Zusammenschluss mit der indischen Sozietät Link Legal und ist damit die erste internationale Wirtschaftskanzlei, die in den indischen Rechtsmarkt expandiert.
Im August 2023 regelte Dentons die Beziehung zu ihren Büros in China neu. Die Kanzlei 大成 ist im Zuge dessen nicht mehr Teil von Dentons und firmiert nun als eigenständige Kanzlei unter dem Namen Beijing Dacheng Law Offices (大成). Sie unterhält zukünftig eine "Preferred firm"-Beziehung zu Dentons.
Seit 2015 betreibt Dentons einen Accelerator für Legal Tech.